# Don't Be Afraid
"Don't Be Afraid" (em português:  Não Fique com Medo) é o sexto single do álbum Scars of Love, lançado pelo grupo de freestyle TKA em 1988. A canção obteve sucesso na parada de músicas dance dos Estados Unidos, onde chegou a posição #22.

## Faixas
12" Single
| N.º | Título                             | Duração |  |
| 1.  | "Don't Be Afraid" (Vocal Remix)    | 8:15    |  |
| 2.  | "Don't Be Afraid" (Dub Mix)        | 7:37    |  |
| 3.  | "Someone in the Dark" (LP Version) | 4:35    |  |
| 4.  | "Don't Be Afraid" (LP Edit)        | 4:59    |  |
| 5.  | "Don't Be Afraid" (Radio Edit)     | 4:59    |  |
| 6.  | "Don't Be Afraid" (A Cappella)     | 4:59    |  |

## Desempenho nas paradas musicais
| Parada musical (1988/1989)                          | Melhor posição |
| --------------------------------------------------- | -------------- |
| Estados Unidos (Hot Dance Music/Club Play)          | 22             |
| Estados Unidos (Hot Dance Music/Maxi-Singles Sales) | 47             |